# Paraolinx typica
Paraolinx typica is een vliesvleugelig insect uit de familie Eulophidae. De wetenschappelijke naam is voor het eerst geldig gepubliceerd in 1895 door Howard.